# François Pithou
François Pithou ou Franciscus Pithoeus en latin, sieur de Bierne, né à Troyes le 7 septembre 1543, et mort dans la même ville le 25 janvier 1621 , est un juriste et érudit français.

## Biographie
Juriste de renom, il entretint des liens très étroits avec son frère Pierre, avec qui il collabora dans la rédaction  d’ouvrages et dans l’enrichissement de la bibliothèque familiale.
Il a été un des plus savants hommes de son temps qui a fait de grandes découvertes dans la jurisprudence et dans les belles lettres. On lui doit les Fables de Phèdre qui n'étaient pas connues et qui étaient restées sous forme de manuscrit dans les bibliothèques depuis le temps d'Auguste. Il a envoyé le manuscrit à son frère Pierre et l'ayant relu ensemble, ils ont mis aussitôt sous presse l'édition princeps, en 1596. Les Fables de Phèdre peuvent être considérées comme un ouvrage d'une latinité la plus pure. 
Il a passé toute sa vie en faisant revivre les auteurs anciens, soit en les corrigeant, soit en les illustrant de notes savantes. À son époque, personne n'a eu une connaissance plus exacte de l'histoire de France et de toute l'Europe, ainsi que les mœurs et les coutumes de tous les peuples qui la composent.
Henri IV l'a nommé procureur général de la Chambre de Justice contre les gens d'affaires où il a montré des marques de ses capacités et de sa fermeté. Le roi l'a aussi choisi pour assister à la conférence de Fontainebleau, en 1600, entre le cardinal du Perron et Philippe Duplessis-Mornay sur le livre que ce dernier avait écrit contre la messe. Il a fait partie de la commission chargée de régler les limites entre la France et les Pays-Bas espagnols.
Il était occupé à imprimer les Fragments de l'histoire de saint Hilaire, évêque de Poitiers, quand il est tombé malade et est mort. 
Après la mort de ses frères, il vécut jusqu’à sa mort dans la maison familiale, à Troyes. Il a légué par testament à la ville de Troyes sa maison ainsi que de nombreux biens et une partie de sa bibliothèque pour en faire le collège, le « Collegium Pithoe-Tricassinum ».
Il était lié par une amitié complice à Antoine Loysel, Jacques Auguste de Thou, Claude Dupuy et Nicolas Le Fèvre.

## Famille
Trois de ses frères sont connus comme des juristes distingués : d'un premier mariage, Jean (1524-1602), auteur d'un Traité de la police et du gouvernement des républiques et, en collaboration avec son frère jumeau Nicolas (1524-1598), de l'Institution du mariage chrétien ; et d'un second mariage Pierre (1539-1596) auteur de la Satyre Ménippée (1593), frère de François Pithou. Les deux frères ont travaillé ensemble.

## Œuvres
- Brieve responce d'un catholique françois à l'Apologie ou Defense des Ligueurs, et perturbateurs du repos public, se disant fausement (sic) catholiques unis les uns avec les autres, 1586
- Première publication des Fables de Phèdre en 1596 avec son frère Pierre Pithou ;
- Fragments de l'histoire de saint Hilaire, évêque de Poitiers.
- Édition du Corpus juris canonici, en 1587.
- avec Joseph Juste Scaliger, Jacques-Auguste de Thou, cardinal Jacques du Perron, Paul Colomiès, Scaligerana, Thuana, Perroniana, Pithoeana et Colomesiana, ou Remarques historiques, critiques, morales et littéraires, chez Covens et Mortier, Amsterdam, 1740, tome 1, tome 2

## Hommages
Un collège et une rue à Troyes portent son nom.